# Buga, o Velho

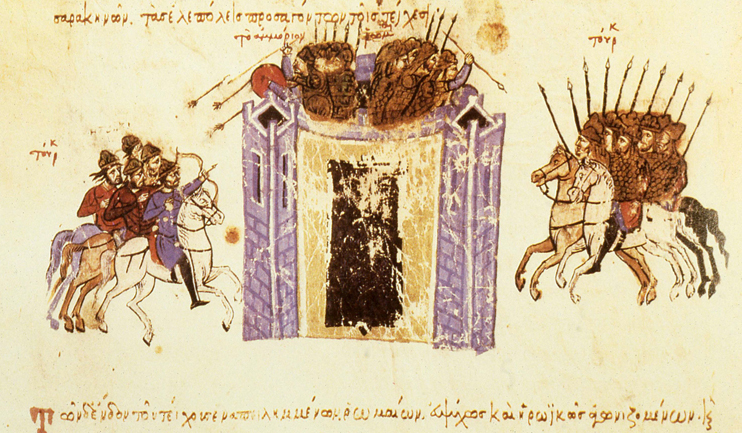
Saque de Amório

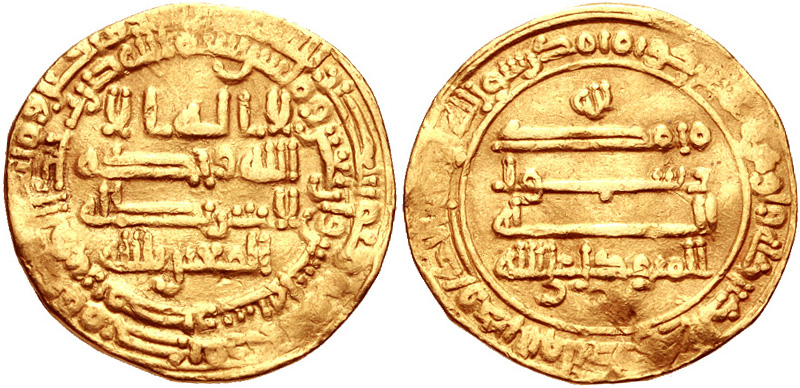
Dinar de ouro de Mutavaquil r.

Buga, o Velho ou Buga Alcabir ou Alquibir (Bugha al-Kabir), também conhecido como Buga, o Turco (Bugha al-Turki; m. agosto de 862), foi um general turco do século IX que serviu ao Califado Abássida.

## Vida
De origem turca, Buga foi adquirido com seus filho como um escravo militar (gulam) por Almotácime (r. 833–842) em 819/820. É mencionado pela primeira vez em 825, e então novamente em 835, quando liderou reforços na luta contra os rebeldes curramitas de Pabeco. Buga também participou na campanha de Almotácime contra Amório em 838, onde liderou a retaguarda, e depois serviu como camareiro do califa. Em 844/845, suprimiu a revolta das tribos beduínas da Arábia Central.
Depois, ele desempenhou um papel importante na supressão da revolta armênia de 850-855: em 852, foi instruído pelo califa Mutavaquil (r. 847–861) com sua supressão. Estabelecendo sua base em Amida, ele primeiro focou na metade sul da Armênia, ou seja, as regiões de Vaspuracânia e o lago de Vã, antes de mover-se para Dabil, Ibéria e Albânia. Durante estas campanhas, também derrotou o renegado emir de Tiflis, Ixaque ibne Ismail (r. 833–853), e saqueou e queimou Tiflis. Pelo fim de 853, subjugou o país e fez muitos magnatas e príncipes caucásicos (os eristavi e nacarar) cativos, dentre eles Gregório Derenício (r. 857–868; 874–886/887), seu tio Gurgenes Arzerúnio e seu pai, o príncipe de Vaspuracânia Asócio I (r. 836–852; 868–874), enviando-os para a capital califal de Samarra.
Buga foi despachado para a fronteira (Al-'Awasim) contra o Império Bizantino em 857/858, onde distinguiu-se e permaneceu pelos próximos anos. Esteve então ausente de Samarra no tempo do assassinato de Mutavaquil, mas retornou imediatamente ao ouvir isso. Após a morte do herdeiro de Mutavaquil, Almontacir (r. 861–862), alguns meses depois, Buga e os outros comandantes turcos do exército abássida selecionaram Almostaim (r. 862–866) como sucessor do herdeiro (ver Anarquia de Samarra). Buga morreu alguns meses depois, em agosto de 862, alegadamente com idade de "mais de 90 anos [lunares]". Seu filho Muça, e por sua vez seus filhos, ascenderam à ofícios militares e cortesões seniores em Samarra durante o final do século IX.